# Beşiktaş Jimnastik Kulübü (balonmano)
El Beşiktaş Jimnastik Kulübü es un club de balonmano de la ciudad turca de Estambul. Es el club más laureado de Turquía contando en su palmarés con 17 ligas y 16 copas.

## Palmarés
- Liga de Turquía de balonmano (17): 1980, 1981, 2005, 2007, 2009, 2010, 2011, 2012, 2013, 2014, 2015, 2016, 2017, 2018, 2019, 2022, 2024
- Copa de Turquía de balonmano (16): 1999, 2001, 2005, 2006, 2009, 2010, 2011, 2012, 2014, 2015, 2016, 2017, 2018, 2019, 2023, 2024
- Supercopa de Turquía de balonmano (13): 1980, 1981, 2005, 2006, 2007, 2010, 2012, 2014, 2015, 2016, 2017, 2018, 2019

## Plantilla 2024-25
|  | Porteros - 1 Matej Ašanin - 12 Enis Yatkin Extremos izquierdos - 2 Enis Harun Hacıoğlu - 99 Oğulcan Güney Extremos derechos - 9 Alperen Arabacı - 35 Şevket Yağmuroğlu Pívots - 11 Khaled Walid - 52 Alper Aydın - 97 Cédric Sorhaindo | Laterales izquierdos - 19 Baran Nalbantoğlu - 31 Joan Amigo - 44 Tobias Cvetko Centrales - 15 Oleksandr Tilte - 24 Francisco Javier Castro Laterales derechos - 10 Ömer Ozan Arifoğlu - 18 Eduardo Gurbindo - 22 Eyüp Arda Yıldız |